# 通天河锦鸡儿
通天河锦鸡儿（学名：Caragana przewalskii），为豆科锦鸡儿属下的一个植物种。